# Climate Prediction Center
Centre de prévision du climat
Le Climate prediction Center (CPC) est l'une des composantes du National Centers for Environmental Prediction américain, lui-même partie du National Weather Service de la NOAA. Le rôle du CPC est de colliger les données climatiques et de faire des prévisions à long terme de celles-ci : prévisions mensuelles, saisonnières et même plus long.
Le CPC remonte à la fin du XIXe siècle lorsque le Signal Corps de l'Armée des États-Unis prend la responsabilité de tenir un registre des conditions climatiques dans ce pays. Il est transféré à l’US Weather Bureau (maintenant le National Weather Service) lors de la création de ce service sous le nom de Weather Bureau Climate and Crop Services (Service du climat et des récoltes). À la fin du XXe siècle, il a été connu comme le Climate Analysis Center (Centre de l'analyse climatique) avant de venir le CPC. L'ancêtre du CPC était situé à Washington, DC, puis à Suitland, Maryland et il est, en 2016, dans le même édifice que le NCEP à College Park, Maryland.

## Histoire
L'origine de la prévision climatique remonta aussi loin que le XVIIIe siècle. L'un des premiers climatologues amateurs américains fut le troisième président Thomas Jefferson. Un siècle plus tard, le gouvernement fédéral confia la tâche de noter les conditions climatiques à travers le pays au Corps des signaleurs de l'Armée américaine car il possédait un réseau national de communications et des postes dans les coins les plus reculés. Le but était de mieux connaitre les différents climats lors de l'expansion vers l'ouest à l'agriculture.
En 1890, le Département de l'Agriculture des États-Unis (USDA) créa le US Weather Bureau climate and crops services en reprenant les fonctions du Corps des signaleurs. Ce dernier commença à publier une bulletin hebdomadaire nommé Weather and Crops Weekly pour les agriculteurs (toujours en publication). Les données de la division du climat s'étendent de 1983 à 1961.
En 1970, plusieurs agences et divisions du gouvernement fédéral furent fusionnées au sein du National Weather Service sous l'égide de la National Oceanic and Atmospheric Administration (NOAA). En 1980, le Climate and Crop Services devint le Climate Analysis Center, puis le CPC au début de XXIe siècle.

## Travail

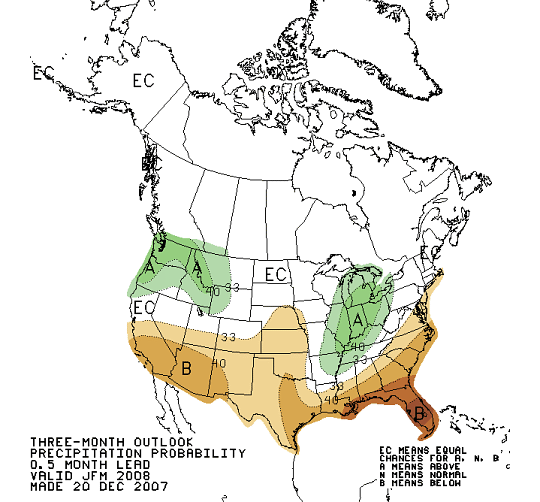
Carte de prévision de trois mois des précipitations.

Les prévisions opérationnelles du CPC sont des cartes et données à propos de la variabilité climatique, de la surveillance en temps réel du climat mondial et de l'analyse des origines des grandes anomalies climatiques. Les produits couvrent des échelles de temps allant d'une semaine à plusieurs saisons, et couvrent la terre, l'océan et l'atmosphère, incluant la stratosphère.
Ces services climatologiques sont disponibles pour les utilisateurs gouvernementaux, l'industrie publique et privée, à la fois aux États-Unis et à l'étranger. Sa mission vise l'atténuation des catastrophes naturelles liées au climat par la préparation, la sécurité du public, le développement économique de l'agriculture, de l'énergie, du transport et la gérance des ressources en eau. Des améliorations continuelles aux produits sont effectuées par la section recherche de diagnostic, des modèles de prévision numérique du temps à long terme et par des interactions avec des groupes d'utilisateurs. Certains produits spécifiques comprennent :
- Prévisions de 1 et 3 mois des températures et précipitations ainsi que les probabilités de dépassement des normales saisonnières et cumul des degrés jours de croissance;
- Prévisions de 6 à 10 jours et 8 à 14 jours pour les anomalies de températures, précipitations et leurs extrêmes ;
- Perspectives d’activité durant la saison des ouragans dans les bassins Atlantique et Pacifique ;
- Prévision des zones de sécheresse ;
- Soutien international dans les mêmes domaines : prévisions hebdomadaires pour l’Afghanistan, l'Amérique centrale et Haïti.